# Dorival Guidoni Júnior
Dorival Guidoni Júnior oder kurz Doriva (* 28. Mai 1972 in Nhandeara) ist ein ehemaliger brasilianischer Fußballspieler und jetziger -trainer.

## Spielerkarriere

### Verein
Doriva gewann mit dem FC São Paulo 1993 die Copa Libertadores, die Supercopa Sudamericana und den Weltpokal. Im folgenden Jahr gewann er mit seinem Verein die Copa Conmebol. Nach einem kurzen Zwischenspiel beim Drittligisten EC XV de Novembro wechselte er 1995 zu Atlético Mineiro und gewann in seiner ersten Saison die Staatsmeisterschaft von Minas Gerais. Den Erfolg seiner Mannschaft bei der Copa Conmebol im Jahr 1997 erlebte der Mittelfeldspieler selbst nicht mehr mit, da er zur Saison 1997/98 zum portugiesischen Verein FC Porto gewechselt war. Mit Porto gewann er 1998 das Triple mit nationaler Meisterschaft, Pokal und dem Superpokal. In der Winterpause der Saison 1998/99 ging der Brasilianer zum abstiegsbedrohten italienischen Erstligisten Sampdoria Genua und stieg mit dem Verein in die Serie B ab. In der Folgesaison erreichte Doriva mit seinem Verein den fünften Tabellenplatz und verpasste den direkten Wiederaufstieg. Daraufhin wechselte er zum damaligen spanischen Erstligisten Celta Vigo, mit dem er zu Beginn der Saison den UEFA Intertoto Cup gewann. Im sich anschließenden UEFA-Pokal 2000/01 schied er mit seinem Verein im Viertelfinale gegen den FC Barcelona aus. 
Im Jahre 2003 wurde Doriva zunächst für ein Jahr an den englischen Erstligisten FC Middlesbrough verliehen. Obwohl er sich gegen den größten Konkurrenten auf seiner Position, George Boateng, nie richtig durchsetzen konnte, verpflichtete ihn der Verein nach der Saison dauerhaft. Mit Middlesbrough wurde Doriva im Jahr 2004 englischer Ligapokalsieger und stand 2006 im Finale des UEFA-Pokals. Bei der 0:4-Finalniederlage gegen den FC Sevilla kam er jedoch nicht zum Einsatz. Als Gareth Southgate als neuer Trainer verpflichtet wurde, verließ der bereits 34-jährige Brasilianer den Verein. Bei seinen letzten beiden Stationen América FC und Mirassol FC im Jahr 2007 in Brasilien kam der Mittelfeldspieler auf keinen Einsatz mehr.

### Nationalmannschaft
Doriva gehörte zwischen 1995 und 1998 zum Kader der Brasilianischen Fußballnationalmannschaft. 1997 gewann er mit der Mannschaft den Konföderationen-Pokal. Weiterhin gehörte er zum Kader der Nationalmannschaft bei der Fußball-Weltmeisterschaft 1998 in Frankreich, bei der seine Mannschaft erst im Finale mit 0:3 dem Gastgeber unterlag.

## Titel

### Als Spieler
- Copa Libertadores: 1993
- Supercopa Sudamericana: 1993
- Weltpokalsieger: 1993
- Copa Conmebol: 1994
- Staatsmeisterschaft von Minas Gerais: 1995
- Konföderationen-Pokalsieger: 1997
- Portugiesischer Meister: 1998
- Portugiesischer Pokalsieger: 1998
- Portugiesischer Superpokalsieger: 1998
- UEFA Intertoto Cup: 2000
- Englischer Ligapokalsieger: 2004

### Als Trainer
- Staatsmeisterschaft von São Paulo: 2014
- Staatsmeisterschaft von Rio de Janeiro: 2015